# II bitwa u przylądka Finisterre
II bitwa u przylądka Finisterre – starcie zbrojne, które miało miejsce 25 października 1747 podczas austriackiej wojny sukcesyjnej (1740–1748).
Bitwa została stoczona koło przylądka Finisterre pomiędzy flotą brytyjską liczącą 14 liniowców (ok. 850 dział) i kilka fregat dowodzoną przez admirała Hawke'a a francuskim konwojem (252 statki) ochranianym przez eskadrę (8 liniowców, 1 fregata i 1 uzbrojony statek) dowodzoną przez admirała Desherbiers de l'Etenduère. Zdecydowane zwycięstwo floty brytyjskiej położyło kres dalszym operacjom francuskim na morzu do końca tej wojny.
Francuzi z 8 liniowcami (ok. 550 dział) (2 pozostałe popłynęły razem z handlowcami) stawili dzielny opór, a wysoka jakość ich okrętów pozwoliła im w pewnym stopniu wyrównać przewagę liczebną Brytyjczyków. Brytyjczycy stopniowo otaczali i opanowywali w walce abordażowej okręty Francuzów. Hrabia de Vaudreuil na okręcie Intrépide, największym z francuskich liniowców, zawrócił by pomóc swemu admirałowi (na 80-działowym okręcie flagowym Tonnant), co umożliwiło obu okrętom ucieczkę. Jednak pozostałe sześć okrętów francuskich po 7-godzinnej walce zostało zdobyte.
Uratowane okręty Intrépide i flagowy Tonnant dotarły do Brestu.
Anglicy stracili 712 zabitych i rannych, natomiast Francuzi nie licząc jeńców i okrętów stracili ok. 800 zabitych i rannych.
W czasie trwania bitwy francuskie statki handlowe pod ochroną jedynie dwóch okrętów – 26-działowego uzbrojonego handlowca Castora i 64-działowej fregaty Content, kontynuowały rejs do Zachodnich Indii. Docelowo dotrzeć miały do francuskich kolonii na Antylach.
Klęska ta przekonała francuski rząd o bezsensowności prowadzenia dalszych działań na morzu.